# 계명대학교 동산의료원

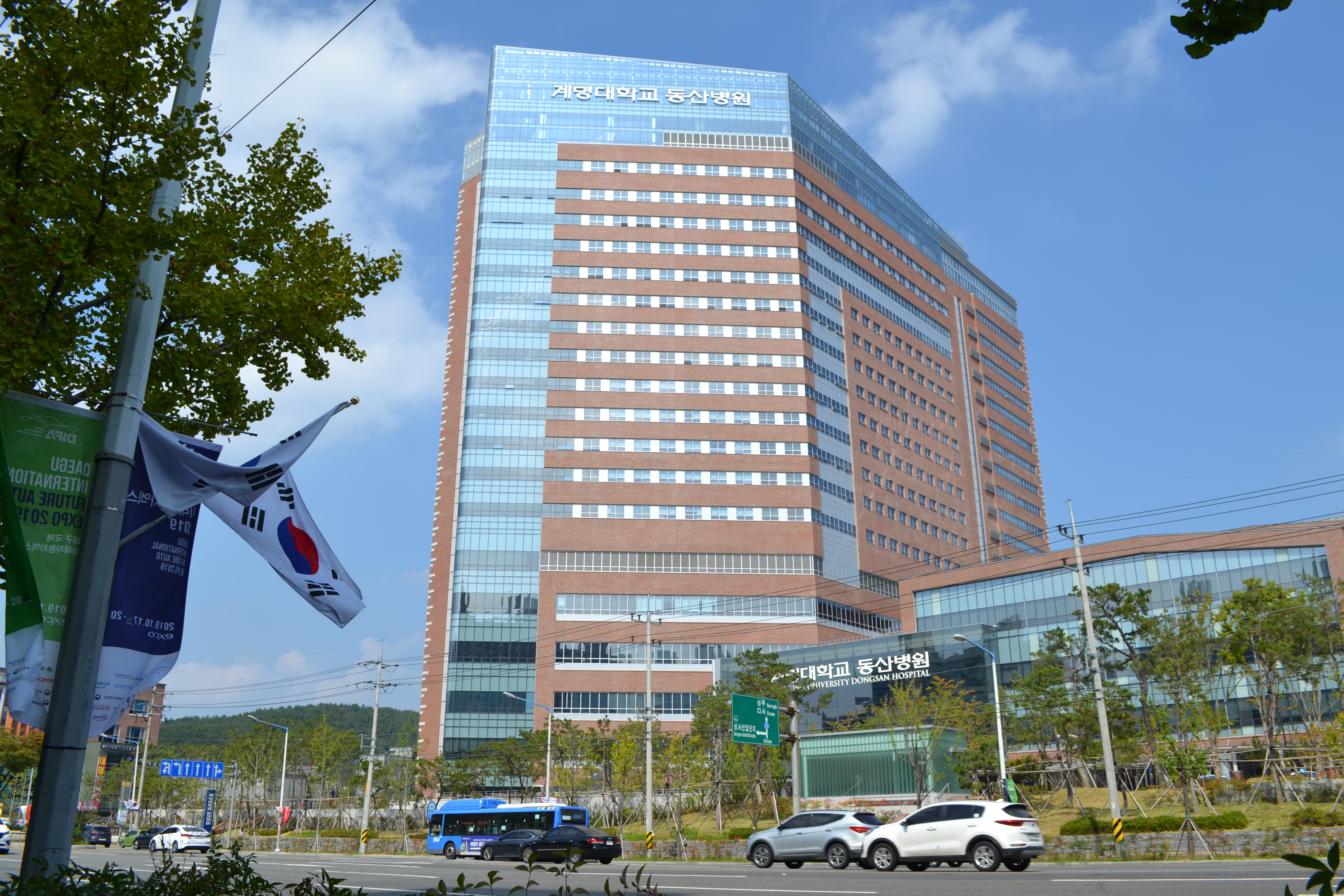

계명대학교 동산의료원(啓明大學校 東山醫療院, Keimyung University Dongsan Medical Center)은 계명대학교 학교 법인 산하의 대학병원을 통솔하는 조직이다.

## 구성 기관
- 계명대학교 동산병원
- 계명대학교 대구동산병원
- 계명대학교 경주동산병원